# Église Saint-Étienne de Launois-sur-Vence
Pour les articles homonymes, voir Église Saint-Étienne et Saint-Étienne (homonymie).
L'église Saint-Étienne est une église située à Launois-sur-Vence, en France.

## Description
Le transept et le chœur sont du XIIIe siècle, avec des voûtes sur croisées d'ogives. La modénature des bases et les nervures des voûtes, ainsi que la forme des châpiteaux sont dans un style du premier âge gothique rappelant l'abbatiale de Mouzon. La nef, plus tardive, est d'un intérêt moindre. Comme beaucoup d'édifices de la région, le bâtiment a été renforcé au XVIe et XVIIe siècles, pour servir de refuge, et flanqué de contreforts renforçant les murs. Une tour-porche protège l'entrée.
À l'intérieur, le maître-autel est du XVIIIe siècle avec six colonnes corinthiennes de marbre, et baldaquin.  Une statue est du XVIe siècle, un groupe sculpté représentant le baptême du Christ est du XVIIIe siècle.

## Localisation
L'église est située sur la commune de Launois-sur-Vence, dans le département français des Ardennes. Elle est implantée au milieu du village, sur l'axe de la départementale D27 (ou rue Cécilia Gazanière), le long de la place Henri-Jurion. Des halles, datant du XIIe siècle, se dressaient pendant plusieurs siècles devant cette église, mais elles ont été détruites en 1957.

## Historique
Ce lieu était le chef-lieu du doyenné d'Aulnois, au sein du pagus Portensis et du diocèse de Reims. L'église était à la collation de l'abbaye de Mouzon,.
Le monument est classé au titre des monuments historiques en 1913.